# Futaba-gun (Fukushima)

Der Landkreis Futaba in der Präfektur Fukushima

Futaba-gun (jap. 双葉郡) ist ein Landkreis (gun) in der Präfektur Fukushima, Region Tōhoku, Japan.
Der Landkreis wurde am 1. April 1896 gebildet aus der Zusammenlegung des Shineha-gun (標葉郡) und des Naraha-gun (楢葉郡). Daher stammt auch der Name „zwei“ (双) 葉.
Zum 1. März 2021 hatte das Gebiet auf einer Fläche von 865,12 km² eine gemeldete Bevölkerung von 5690 Personen.
Zu seinen Gemeinden zählen: Futaba, Hirono, Katsurao, Kawauchi, Namie, Naraha, Ōkuma und Tomioka.
Seit der Nuklearkatastrophe von Fukushima liegt der Landkreis zum großen Teil innerhalb der 30-km-Evakuierungs- und Sperrzone, sodass die gesamte Verwaltung und Bevölkerung in andere Gemeinden der Präfektur bzw. Nachbarpräfektur evakuiert werden musste. Konkret waren dies: von Futaba nach Kazo in der Präfektur Saitama, von Hirono nach Iwaki, von Katsurao nach Aizubange, von Kawauchi und Tomioka nach Kōriyama, von Namie nach Nihonmatsu, von Naraha nach Aizumisato, sowie von Ōkuma nach Aizu-Wakamatsu. Zum 4. September 2015 wurde die Evakuierungsverfügung für Naraha wieder aufgehoben.